# Philonesia filiceti
Philonesia filiceti е вид коремоного от семейство Helicarionidae. Видът е световно застрашен, със статут Уязвим.

## Разпространение
Разпространен е в Питкерн.